# Ahd 54
Ahd 54 (arabisch عهد 54, DMG ʿAhd 54 ‚Pakt 54‘) ist eine algerische Partei, die von dem Menschenrechtsaktivisten Ali Fawzi Rebaine geleitet wird.
Ali Fawzi Rebaine erhebt den Anspruch, dass er die erste algerische Menschenrechtsorganisation gegründet habe. Der Name der Partei ist eine Allusion an den Beginn des Algerienkrieges im November 1954. Bei ded Parlamentswahl 2007 erhielt die Partei 2,26 % der Wählerstimmen und zwei der 380 Sitze im algerischen Parlament. Bei der Wahl 2012 erhielt sie mit nur noch 1,29 % der Stimmen 3 Sitze.